# SpaceX CRS-11
SpaceX CRS-11, també coneguda com a SpX-11, va ser una missió del Commercial Resupply Services a l'Estació Espacial Internacional, que va ser llançada amb èxit el 3 de juny de 2017. La missió va ser contractada per la NASA i va ser operada per SpaceX. La missió va utilitzar un vehicle de llançament Falcon 9 i va ser la primera en utilitzar el C106, una nau de càrrega CRS Dragon que va volar prèviament en la missió CRS-4.
CRS-11 va ser la penúltima de les primeres dotze missions adjudicades a SpaceX sota el contracte Commercial Resupply Services per proveir l'Estació Espacial Internacional.